# Jeffrey Williams

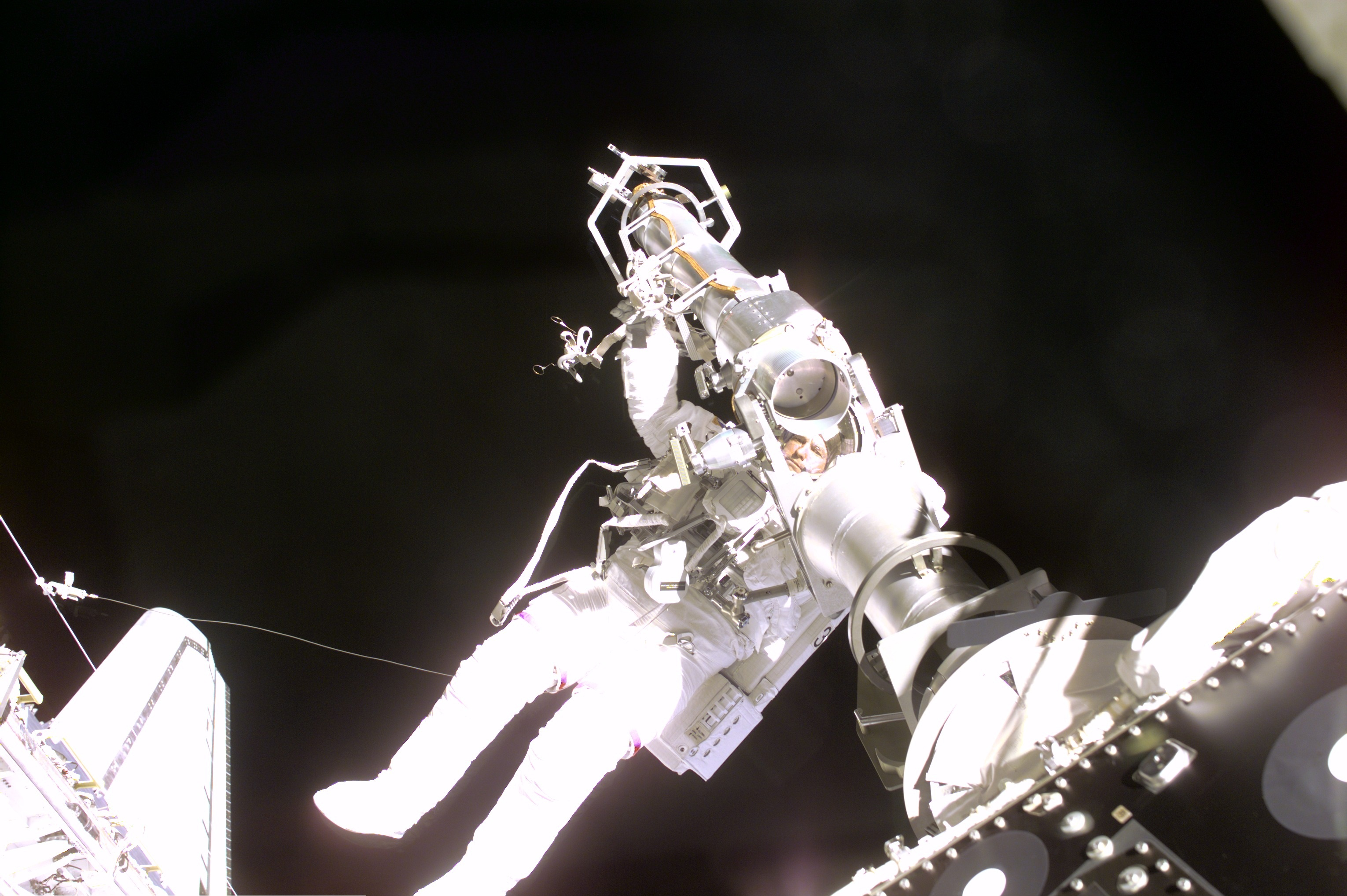
Misja STS-101 – Jeffrey Williams podczas wyjścia w otwartą przestrzeń kosmiczną montuje rosyjski manipulator Strieła 2

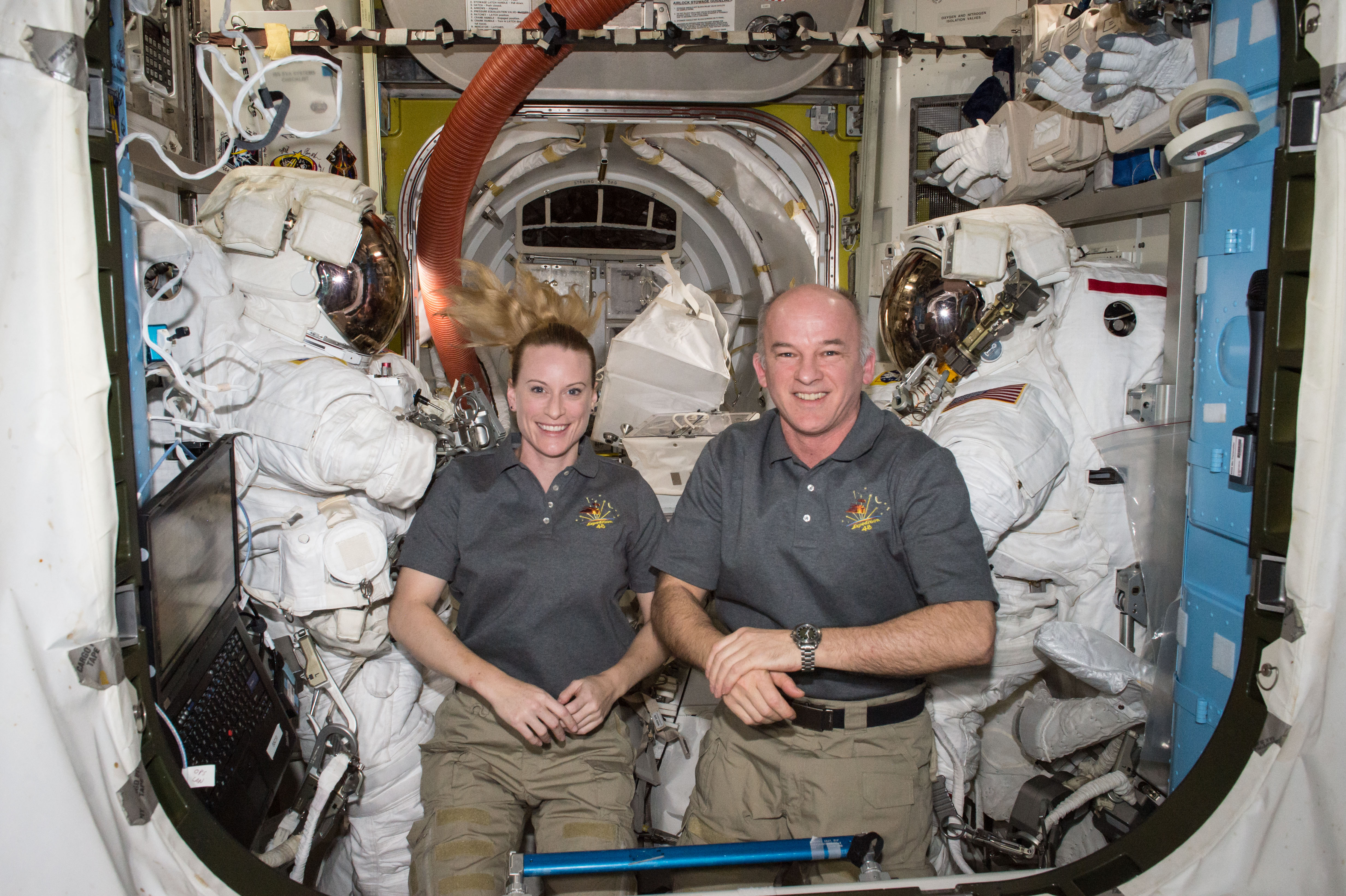
Kathleen Rubins i Jeffrey Williams na stacji ISS obok swoich skafandrów kosmicznych (sierpień 2016)

Jeffrey Nels Williams (ur. 18 stycznia 1958 w Superior w stanie Wisconsin) – amerykański astronauta, inżynier lotniczy, pułkownik United States Army.

## Wykształcenie i służba wojskowa
- 1976 – w Winter w Wisconsin ukończył szkołę średnią (Winter High School).
- 1980 – ukończył studia w Akademii Wojskowej w West Point i w stopniu podporucznika rozpoczął służbę wojskową w US Army. Po roku został pilotem.
- 1981–1984 – służył w Republice Federalnej Niemiec w batalionie lotniczym, wchodzącym w skład 3 armii pancernej.
- 1987 – po ukończeniu Podyplomowej Szkoły Marynarki Wojennej (US Naval Postgraduate School) uzyskał tytuł magistra inżynierii lotniczej.
- 1987–1991 – pracował w Johnson Space Center (JSC), gdzie był inżynierem zajmującym się operacjami startu i lądowania wahadłowców, pilotem symulatora w Laboratorium Integracji Awioniki Wahadłowca (Shuttle Avionics Integration Laboratory) oraz szefem Biura Planowania Operacji (Operations Development Office) w Dyrekcji ds. Załóg Latających (Flight Crew Operations Directorate).
- 1992–1993 – odbył kurs w Szkole Pilotów Doświadczalnych (US Naval Test Pilot School).
- 1993–1995 – służył w bazie lotniczej Edwards w Kalifornii jako pilot doświadczalny. Jednocześnie był szefem Wydziału Testów Lotniczych (Flight Test Division).
- 1996 – uzyskał w Naval War College stopień magistra (MA) w dziedzinie bezpieczeństwa narodowego i studiów strategicznych.
- 2007 – w czerwcu zakończył aktywną służbę w armii i przeszedł na emeryturę.

Na ponad 50 typach różnych samolotów wylatał około 3000 godzin. Zdobył kwalifikacje instruktora spadochronowego.

## Kariera astronauty
- 1987 – po raz pierwszy spróbował zostać astronautą. Był jednym ze 117 finalistów w ramach naboru do grupy NASA-12(inne języki), do której jednak nie został zakwalifikowany.
- 1992 – ponowił swoje zgłoszenie do grupy astronautów NASA podczas selekcji do ekipy NASA-14(inne języki). Tak jak poprzednio znalazł się w grupie finalistów, ale znów nie został wybrany.
- 1 maja 1996 – trzecia próba kwalifikacji została uwieńczona sukcesem i w rezultacie dostał się do grupy NASA-16(inne języki).
- 1998 – po dwuletnim szkoleniu uzyskał kwalifikacje specjalisty misji i został skierowany do Wydziału ds. Systemów Statków Kosmicznych (Spacecraft Systems Branch) Biura Astronautów NASA. Później został przeniesiony do Wydziału ds. Eksploatacji Stacji Kosmicznej (Space Station Operations Branch).
- Listopad 1998 – otrzymał przydział do misji STS-101.
- 19–29 maja 2000 – na pokładzie promu Atlantis uczestniczył w wyprawie STS-101. Po powrocie z kosmosu pracował w Biurze Astronautów, w którym zajmował się m.in. modernizacją kokpitu wahadłowców.
- Listopad 2002 – wraz z Konstantinem Koziejewem i Sunitą Williams został wyznaczony do załogi rezerwowej Ekspedycji 10, czyli stałej załogi Międzynarodowej Stacji Kosmicznej (ISS). Wkrótce potem rozpoczął treningi, które odbywał przemiennie w Johnson Space Center i rosyjskim Gwiezdnym Miasteczku.
- 2003 – został dublerem dowódcy oraz inżyniera pokładowego Ekspedycji 12. Pozostałymi członkami załogi rezerwowej byli: Aleksandr Łazutkin, zastąpiony w sierpniu 2005 przez Michaiła Tiurina, oraz Clayton Anderson, który po decyzji NASA (podjętej wskutek katastrofy promu Columbia) o ograniczeniu liczebności załóg do dwóch osób, został wycofany go z ekipy. Ekspedycję 12 wyniósł na orbitę statek Sojuz TMA-7 w październiku 2005.
- Od maja 2005 szkolił się z nimi również Siergiej Kostenko, który był dublerem trzeciego turysty kosmicznego – Gregory’ego Olsena.
- Grudzień 2005 – na posiedzeniu międzynarodowej komisji ds. formowania załóg dla Międzynarodowej Stacji Kosmicznej wraz z Pawłem Winogradowem został zatwierdzony jako członek załogi podstawowej Ekspedycji 13.
- 30 marca 2006 – wystartował w kosmos na pokładzie statku Sojuz TMA-8 w ramach Ekspedycji 13. Pełnił funkcję inżyniera pokładowego. Na Ziemię wrócił 29 września tego samego roku.
- Wrzesień 2009 – marzec 2010 – był członkiem Ekspedycji 21 (pełniąc funkcję inżyniera pokładowego) i 22 (jako dowódca). Podróż na Międzynarodową Stację Kosmiczną oraz powrotną odbył na pokładzie Sojuza TMA-16.
- 18 marca 2016 – wystartował w swój czwarty lot na pokładzie Sojuza TMA-20M. Wszedł w skład Ekspedycji 47 (jako inżynier pokładowy) i 48 (jako dowódca). 24 sierpnia pobił rekord najdłuższego łącznego pobytu w kosmosie wśród astronautów amerykańskich[1]. Wrócił na Ziemię 7 września 2016 w kapsule lądującej Sojuza TMA-20M.

## Loty kosmiczne

### STS-101
Misja STS-101 rozpoczęła się 19 maja 2000. Wahadłowiec Atlantis wyniósł Williamsa oraz sześcioro innych członków załogi na Międzynarodową Stację Kosmiczną. Wśród astronautów jedynie Williams nie miał doświadczenia i leciał w kosmos po raz pierwszy. Zadaniem załogi było przygotowanie stacji do połączenia z modułem serwisowym Zwiezda oraz przybycia pierwszej stałej załogi. 21 maja prom kosmiczny połączył się z ISS. Następnego dnia Williams odbył swój pierwszy spacer kosmiczny, podczas którego wraz z partnerem zamontował rosyjski manipulator Strieła 2 na zewnętrznej powierzchni stacji. 23 maja astronauci weszli na pokład ISS i wykonali szereg prac remontowych. 26 maja Williams opuścił stację i trzy dni później na pokładzie promu Atlantis wylądował w Centrum Kosmicznym im. Johna F. Kennedy’ego.

### Sojuz TMA-8
Start statku nastąpił z kosmodromu Bajkonur w Kazachstanie 30 marca 2006 o 2:30:20 UTC. Misją dowodził Pawieł Winogradow. Połączenie z Międzynarodową Stacją Kosmiczną nastąpiło – zgodnie z planem – 1 kwietnia o 4:19. Około 6:00 właz do stacji został otwarty i astronauci przeszli na jej pokład. W lipcu dołączył do nich Thomas Reiter i tym samym przywrócono trzyosobowy stan stałej załogi ISS, zmniejszony po katastrofie promu Columbia. Williams powrócił na Ziemię po 182 dniach pobytu w kosmosie. Kapsuła z astronautami wylądowała w rejonie miasta Arkałyk.

## Odznaczenia i nagrody
- Medal Departamentu Obrony za Wzorową Służbę – dwukrotnie
- Legia Zasługi – dwukrotnie
- Medal za Chwalebną Służbę – dwukrotnie
- Medal Pochwalny
- National Defense Service Medal – dwukrotnie
- Army Service Ribbon
- NASA Distinguished Service Medal
- NASA Exceptional Service Medal
- Medal Za Lot Kosmiczny – trzykrotnie
- Medal „Za zasługi w podboju kosmosu” (2011, Rosja)[2]
- Doktorat honorowy Johnson and Wales University
- Universal Astronaut Insignia za lot orbitalny (nr 393) – Stowarzyszenie Uczestników Lotów Kosmicznych (Association of Space Explorers(inne języki))[3]

## Wykaz lotów
| Loty kosmiczne, w których uczestniczył Jeffrey N. Williams               | Loty kosmiczne, w których uczestniczył Jeffrey N. Williams | Loty kosmiczne, w których uczestniczył Jeffrey N. Williams | Loty kosmiczne, w których uczestniczył Jeffrey N. Williams | Loty kosmiczne, w których uczestniczył Jeffrey N. Williams | Loty kosmiczne, w których uczestniczył Jeffrey N. Williams | Loty kosmiczne, w których uczestniczył Jeffrey N. Williams |
| Nr                                                                       | Data startu                                                | Data lądowania                                             | Statek kosmiczny                                           | Funkcja                                                    | Czas trwania                                               |                                                            |
| ------------------------------------------------------------------------ | ---------------------------------------------------------- | ---------------------------------------------------------- | ---------------------------------------------------------- | ---------------------------------------------------------- | ---------------------------------------------------------- | ---------------------------------------------------------- |
| 1                                                                        | 19 maja 2000                                               | 29 maja 2000                                               | STS-101 Atlantis F-21                                      | specjalista misji (MS-2)                                   | 9 dni 20 godzin 9 minut i 8 sekund                         |                                                            |
| 2                                                                        | 30 marca 2006                                              | 29 września 2006                                           | Sojuz TMA-8                                                | inżynier pokładowy                                         | 182 dni 22 godziny 43 minuty i 17 sekund                   |                                                            |
| 3                                                                        | 30 września 2009                                           | 18 marca 2010                                              | Sojuz TMA-16                                               | inżynier pokładowy, dowódca Ekspedycji 22                  | 169 dni 4 godziny 9 minut i 19 sekund                      |                                                            |
| 4                                                                        | 18 marca 2016                                              | 7 września 2016                                            | Sojuz TMA-20M                                              | inżynier pokładowy, dowódca Ekspedycji 48                  | 172 dni 3 godziny 46 minut i 57 sekund                     |                                                            |
| Łączny czas spędzony w kosmosie – 534 dni 2 godziny 48 minut i 41 sekund |                                                            |                                                            |                                                            |                                                            |                                                            |                                                            |